# Çağla Kubat

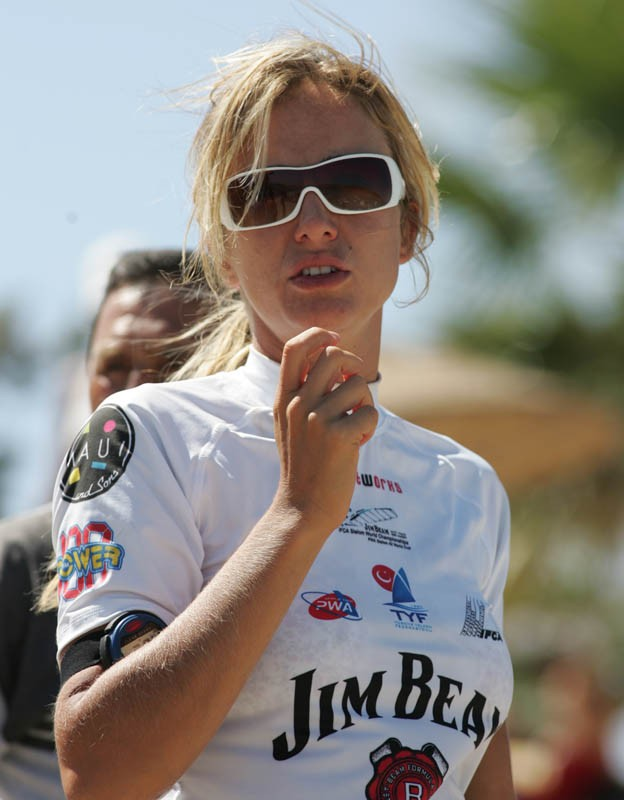
Çağla Kubat

Çağla Kubat (İzmir, 16 november 1979) is een Turks model, actrice en windsurfer.
Cağla studeerde aan de Technische Universiteit van Istanbul met een bachelor voor werktuigbouwkunde.
Ze won de Miss Turkije verkiezing en vertegenwoordigde het land op de Miss Universe van 2002.
In 2005 won Çağla het IFCA Europees Kampioenschap Slalom windsurfen. Zij is ook lid van de zeil-afdeling van de sportvereniging Fenerbahçe.
Çağla speelde in de Turkse televisieserie Sağır Oda.